# Polityka
Polityka (en français : La Politique) est un hebdomadaire polonais, traitant principalement de questions politiques et culturelles. 

## L'équipe de rédaction
- Artur Domosławski,
- Adam Krzemiński (pl),
- Janina Paradowska (pl),
- Daniel Passent (pl),
- Ludwik Stomma,
- Adam Szostkiewicz (pl),
- Jacek Żakowski (pl),
- Ryszard Kapuściński,
- Jerzy Urban (pl),
- Krzysztof Zanussi.

## Les Prix Paszport
Les Paszport Polityki sont décernés annuellement.

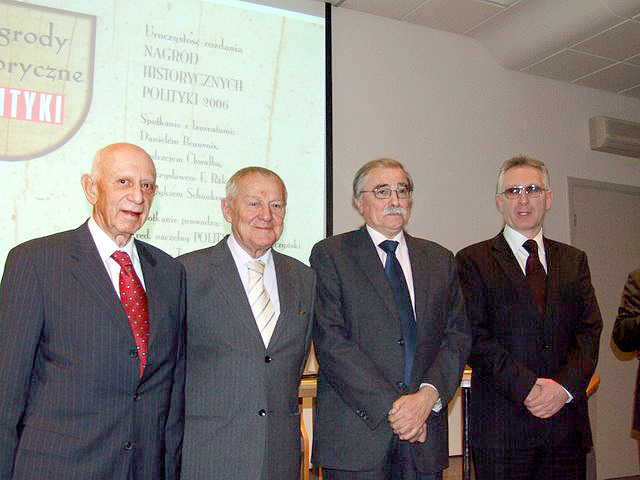
Henryk Schönker, Mieczysław Rakowski, Daniel Beauvois et Andrzej Chwalba pendant la remise des Passeports d'histoire de Polityka en 2006